# HC Sochi
HC Sochi é um clube de hóquei no gelo profissional russo sediado em Sochi. Eles são membros da Liga Continental de Hockey.

## História
Fundando originariamente em 2014, pelo projeto de expansão em 2014. São membros da Liga Continental de Hockey desde a temporada 2014-2015.